# Anáhuac (Nuevo León)
Anáhuac é um município do estado de Nuevo León, no México.
Em 2005, o município possuía um total de 17.983 habitantes.